# Panamax
Panamax eller New Panamax er betegnelse for den maksimale størrelse på skibe der kan passere igennem Panamakanalen.
Panama Canal Authority har bestemt målene, som er begrænset af slusekamrenes bredde, kanalens dybde og skibets højde efter opførelsen af broen Puente de las Américas. 